# Wahid Faghir
Wahidullah Faghir (ur. 29 lipca 2003 w Vejle) – duński piłkarz afgańskiego pochodzenia występujący na pozycji napastnika w niemieckim klubie VfB Stuttgart oraz w reprezentacji Danii do lat 21. Wychowanek Vejle BK.